# 神話創世RPG アマデウス
『神話創世RPG アマデウス』は、河嶋陶一朗／冒険企画局が製作したテーブルトークRPG。
2015年12月に富士見書房（KADOKAWA）から出版された。

## 概要
舞台は現代日本。怪物や悪魔が引き起こす事件を解決するために、神の血を受け継いだ英雄となって活躍する物語である。
PCたちはGMから提示される「予言カード」の裏に書かれた情報を集め、特定の条件を満たして「予言を実現する」ことにとって、事件の解決を目指していく。

## 世界設定
世界には、物語の形をした情報生命体が存在する。それらは怪物と呼ばれ、接触した相手に憑依して、周囲に特殊な力を展開する。
特殊な力が展開された地域では、怪物の存在を無害なものに勘違いする。
怪物を目撃しても野良猫などに勘違いし、怪物に殺されても交通事故などに勘違いする。この力は絶望の闇と呼ばれる。
絶望の闇に覆われた地域は絶界（アイランド）と呼ばれ、外界から隔絶される。この現象は神話災害（クラーデ）と呼ばれる。
こうなると、一般人では絶界を元に戻すことができない。
世界には、神（デウス）が存在している。しかし、神々は数千年前の「大盟約」により、世界に直接干渉できない情報生命体となっている。
そのため神々は引き起こされた神話災害を直接解決することができない。
そこで神々は、神の血（イコル）を受け継いだ人間に神子（アマデウス）として力を与えた。
神子（アマデウス）は神々からの予言を受け。絶界を開放するべく冒険に出ることになる。

## システム

### 予言カード
各PCは導入フェイズで予言カードを1枚受け取る。予言カードの裏に書かれた情報は、受け取ったPCしか見ることができない。
冒険フェイズではNPCなどについての予言カードも追加で提示される。
各PCは冒険フェイズに「調査」を行なうことで、予言カード1枚の裏に書かれた情報を見ることができる。ただし、裏に書かれた情報はトリガーと呼ばれる条件を満たさない限り、公開することができない。
予言カードの裏に書かれた情報を公開することは、基本的にゲームを進める効果、ゲームを有利にする効果がある。

### 運命の輪とインガ
ゲームを行なうテーブル中央には、運命の輪を表すシートが置かれる。
シートには、D6の出目1から6に対応したダイス置き場がある。
シートに置かれたダイスはインガと呼ばれ、PC全員共通の資源として、ギフトを使用するための条件となる。
インガは行為判定（後述）によって2個以上のダイスを振る場合に、1個ずつ置かれていく。
インガは置かれた個数によって、個数÷3（端数切り上げ）の覚醒段階となる。
緑のインガ（出目4）が7個置かれていれば、覚醒段階は3となる。

### 行為判定
行為判定はGMの指定した能力値ひとつに関連して行われる。
能力値によって1個から4個のD6を用意する（能力値Sであれば4D6）。
その個数のD6を振ってその中から1個を選び、出目（＋修正）を達成値とする。
達成値が4以上であれば判定成功、達成値が3以下であれば判定失敗となる。
出目6はスペシャルと呼ばれる。必ず判定成功となり、追加効果が得られる場合もある。
出目1はファンブルと呼ばれる。必ず判定失敗となり、ファンブル表の効果を受ける。
2個以上のD6を振る場合、「運命の輪に置くダイス」と「判定に使用するダイス」を別々に選択する。

### 黒の領域と強制終了
行為判定には常に「黒のインガ（出目1）の覚醒段階」だけマイナス修正がつく。
また、黒のインガの覚醒段階が4となると（10個）、セッションは強制終了となる。

## 親神と背景
- ギリシア神群
  - ゼウス - 天空と正義の神。全知全能だがひどい浮気性。
  - ヘラ - 契約の女神。ゼウスの妻でもある。
  - ポセイドン - 大地と大海の神。ゼウスの兄でもある。
  - アテナ - ゼウスの頭から生まれた戦略と知恵の女神。
  - アポロン - 芸術と光明と太陽の神。
  - アルテミス - 狩猟と純潔と月の女神。
  - アレス - 戦争の狂気と破壊の神。破壊を好むが思慮が足りない。
  - デメテル - 母なる大地の名を持つ大地母神。
  - ヘパイストス - 炎と鍛冶の神。数多くの武具と発明品を生み出した。
  - アフロディテ - 美と愛の女神。欲望の女神でもある。
  - ヘルメス - 神々の使者。盗賊の神でもある。
  - ヘスティア - かまどや家庭生活の女神。
  - ハデス - 冥府を支配する神。ゼウスの兄でもある。
  - デュオニュソス - 酒の神。ゼウスの息子とも若き日のゼウスともいわれる。
  - ヒュプノス - 眠りと夢の神。
  - タナトス - 死の神。人々の魂をハデスの元に運ぶ。
  - ペルセポネ - 死と再生の女神。デメテルの娘で、ハデスの妻でもある。
  - パン - 羊と羊飼いの神。

- ヤマト神群
  - アマテラス - 高天原の主である太陽の女神。天岩戸に引きこもりアニメやゲームに没頭しているともいわれる。
  - ツクヨミ - 月の神。神話にもほとんど記述がなく、アマテラスやスサノヲのバックアップの役目を持つともいわれる。
  - スサノヲ - 暴風と海原の神。ヤマタノオロチを退治した英雄神でもある。
  - ウズメ - 歌と踊りと芸能の女神。日本最古のアイドルともいわれる。
  - ウケモチ - 食物の神。稲荷神社の祭神であり狐でもある。
  - ヒトコトヌシ - 託宣神。沈黙神。
  - ヒノカグツチ - イザナミが生んだ炎の神。その火傷でイザナミが亡くなっている。
  - トヨタマヒメ - オオワダツミの娘である海の女神。乙姫ともいわれる。
  - コノハナサクヤ - オオヤマツミの娘である桜の女神。
  - キビツヒコ - 温羅を倒した英雄にして軍神。桃太郎ともいわれる。
  - オオクニヌシ - 国造りの神。
  - タケミカヅチ - 雷と剣の神。

- エジプト神群
  - ホルス - 太陽と月匣の神。隼でもある。
  - バステト - 王の母と呼ばれる子育ての神。猫でもある。
  - トト - ヒエログリフを発明した書物の神。猿でもある。
  - タウエレト - 慈悲と母性の女神。カバでもある。
  - アヌビス - 死者の魂を導く墓地の神。犬でもある。
  - セルケト - 独と復讐の女神。蠍でもある。
  - ハトホル - 生命と女性の女神。牛でもある。
  - セベク - オシリスの遺体をナイル川から集めた捜索の神。鰐でもある。
  - ウアジェト - 炎の女神。蛇でもある。
  - ケプリ - 日の出の太陽の神。スカラベでもある。
  - ネクベト - 上エジプトの守護女神。禿鷲でもある。
  - ヘケト - 生命を司る女神。カエルでもある。

- クトゥルフ神群
  - アザトース - 宇宙の中心の混沌神。盲目にして白痴の外なる神。
  - ヨグ＝ソトース - 時間と空間の門そのものである外なる神。
  - ナイアーラトテップ - アザトースの代行者として現れる千の化身を持つ外なる神。
  - シュブ＝ニグラス - 沸き立つ雲のような黒き豊饒の外なる神。
  - クトゥルフ - 太平洋の海の底ルルイエに封印されて眠り続けるグレートオールドワン。
  - ハスター - 恒星アルデバランのハリ湖に封印されているグレートオールドワン。
  - クトゥガ - 恒星コルヴァズに封印されているグレートオールドワン。
  - ツァトゥグァ - 地下の洞窟に眠るグレートオールドワン。ハイパーボリア出身で関西弁で話すともいわれる。
  - アトラック＝ナチャ - 運命の糸を操る蜘蛛のようなグレートオールドワン。ハイパーボリア出身で関西弁で話すともいわれる。
  - ダオロス - 人間の理解を超える宇宙の本質にして過去と未来の外なる神。
  - チャウグナー・フォーン -
  - モルディギアン -

- 北欧神群
  - オーディン - 戦争や魔術や知識など様々なものを司る神。知識の代償に片目を失っている。
  - フリッグ - 女性と運命の女神。策略の女神でもある。オーディンの妻でもある。
  - トール - 雷と守護の神。巨人族にもっとも恐れられた神。
  - バルドル - 世界中のあらゆる存在から祝福を受けた貴公子。光と再生の神。
  - ロキ - 裏切りの神。フェンリルやヨルムンガンドなどの怪物の父でもある。
  - ウルズ - ノルン三姉妹の長女。死と過去の女神。
  - ヴェルザンディ - ノルン三姉妹の次女。運命と現在の女神。
  - スクルド - ノルン三姉妹の三女。死と未来の女神。
  - フレイ - 平和と繁栄の神。
  - フレイヤ - 奔放な恋の女神。
  - テュール - フェンリルに片手を食いちぎられた隻腕の軍神。
  - ゲヴュン - シェラン島をスウェーデンからデンマークに持ってきた女神。

- 中華神群
  - 西王母 - 崑崙の宮殿で不埒物に罰を与える管理者である神仙。
  - 斉天大聖 - 霊石から生まれた石猿の神仙。孫悟空とも呼ばれる。
  - 天仙娘々 - 出世や結婚の神仙。
  - 関聖帝君 - 関羽が死後に神となった存在。戦争と商売の神仙。
  - 九天玄女 - 戦略と兵法の神仙。
  - ナタ太子 - 世の中の怪物を倒すために作られた戦闘機械にして神仙。
  - 玉兎 - 月宮殿で不老長生の仙薬を作る神仙。兎でもある。
  - 閻魔王 - 地府の閻魔の王。使者と裁きの神仙。
  - 龍吉公主 - 水と龍を操る神仙。
  - 猫将軍 - 猫が神仙になったとも錨が神仙になったともいわれる。
  - 百花仙子 - 百人の花の精に統括する花の神仙。
  - 華光 - 道教護法四聖の一柱。

- ケルト神群
  - オグマ - 戦いと文字の神。
  - ブリギット - 炎と治癒の女神。多くの失われた女神が融合して眠りについているともいわれる。
  - ダグザ - トゥアハ・デ・ダナーンの最高神。
  - ボアン - アイルランド東部にあるボイン川の女神。
  - マナナン - 航海と魔術を司る神。
  - モリガン - 戦争の女神。
- インド神群
  - ヴィシュヌ
  - ラクシュミ
  - シヴァ
  - パールヴァティ
  - ドゥルガー
  - カーリー
  - ガネーシャ
  - スカンダ
  - ブラフマー
  - サラスヴァティ
- メソアメリカ神群
  - ケツァルコアトル
  - コアトリクエ
  - トラロック
  - コヨルシャウキ
  - ウェウェテオトル
  - マヤウェル
- タイタン神群
  - クロノス
  - セト
  - ヘル
  - イホウンデー
  - ハイペリオン
  - イザナミ
  - 蚩尤

- ラストクロニクル神群
  - ラ・ズー - 聖王国グランドールの守護龍。
  - ベルカ - 山岳地帯ガイラントの女武闘家。天地命刹流を極めて女神となった。
  - イェルズ - 空中都市国家ゼフィロンの竜騎士。愛竜ゲルトワースとの勇猛果敢な活躍により神となった。
  - ガイ・ヴァ・ナム - 不毛の地バストリアの黒太子。魔術と秘薬で神に等しい力を得た。
  - イズルハ - 水と神秘の皇国イースラの女武者。水の精霊神の覇力を継承して女神となった。

- 背景
  - 創世の子 - いずれ世界を救うという予言を受けた神子。
  - 災厄の子 - いずれ世界に不幸をもたらすという予言を受けた神子。
  - 導きの子 - 神話を人々に伝える使命を持つ神子。
  - 獣の子 - 動物や怪物と神の間に生まれた神子。主人となる英雄を助ける運命を持つ。
  - 伝説の子 - 過去に予言を達成して伝説上の偉人として知られている。
  - 機械の子 - 無機物が神の血を受けて自我を持った神子。主人となる英雄を助ける運命を持つ。
  - 忘却の子 - 自分の親神が誰だか分らない神子。
  - 取り替え子 - 幼くして妖精や神に誘拐された神子。半妖精。
  - 喪失の子 - 自分の親神が死んでしまった神子。
  - 化身 - 肉体が神々に憑依される神子。

## 体感型ゲーム
リアル冒険ゲーム 神話創世RPGアマデウス
2016年2月20日・21日、昼の部・夜の部、主催：冒険企画局、共催：KADOKAWAドラゴンブック編集部

## 書誌情報
- 『神話創世RPG アマデウス』 河嶋陶一朗／冒険企画局、富士見書房、2015年、319頁。ISBN 978-4-04-070764-8
- 『神話創世RPG アマデウス02 旋血ラグナロク』 河嶋陶一朗／冒険企画局、富士見書房、2016年、319頁。ISBN 978-4-04-070845-4
- 『神話創世RPG アマデウス03 絶界九龍城』 河嶋陶一朗／冒険企画局、富士見書房、2016年、255頁。ISBN 978-4-04-070985-7
- 『神話創世RPG アマデウスEX 放課後ミソロギア』 古町みゆき／冒険企画局、富士見書房、2017年、191頁。ISBN 978-4-04-072045-6
- 『神話創世RPG アマデウス ゴッドデータブック 世界神話大殲』 河嶋陶一朗／冒険企画局、富士見書房、2017年、128頁。ISBN 978-4-04-0724515

### リプレイ
- 『アマデウスリプレイ 神候補たちと冥王の剣(1)』 齋藤 高吉／冒険企画局、富士見書房、2016年、380頁。ISBN 978-4-04-0708249
- 『アマデウスリプレイ 神候補たちと冥王の剣(2)』 齋藤 高吉／冒険企画局、富士見書房、2016年、318頁。ISBN 978-4-04-0708256